# Slavoljub Eduard Penkala

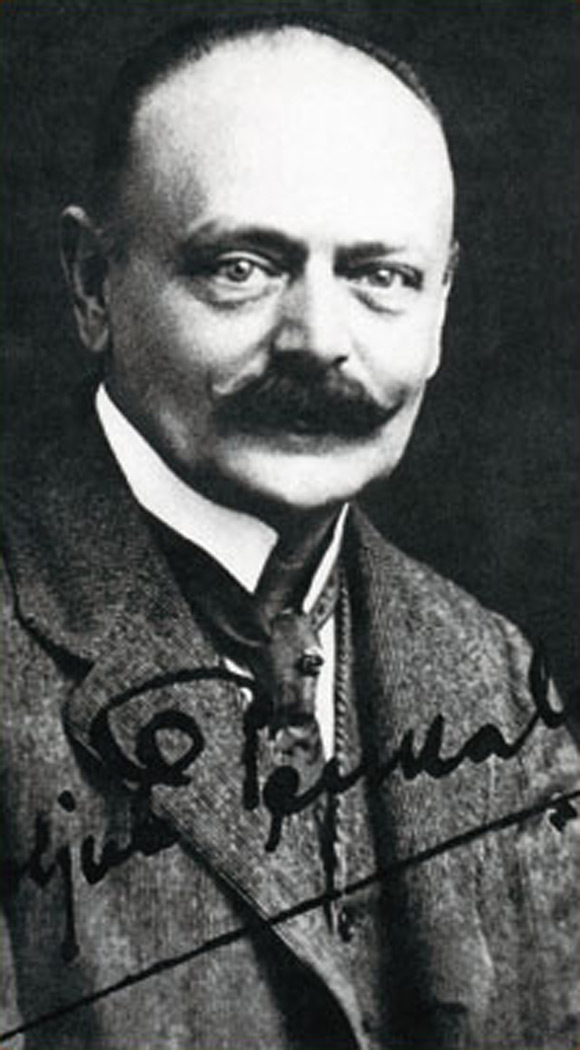
Slavoljub Eduard Penkala

Slavoljub Eduard Penkala (* 20. April 1871 in Liptovský Mikuláš, Österreich-Ungarn; † 5. Februar 1922 in Zagreb, Königreich der Serben, Kroaten und Slowenen) war ein Ingenieur und Erfinder.
Er konstruierte oder verbesserte zahlreiche Produkte und meldete insgesamt 80 Patente an. Diese reichen vom Waschmittel und von Zahnbürsten bis hin zu Zugbremsen. Zu seinen bekanntesten Erfindungen zählen jedoch Versionen des mechanischen Stifts und ein Füllfederhalter mit fester Tinte, ein Vorläufer des Kugelschreibers.

## Leben
Eduard Penkala wurde in der heutigen Slowakei geboren. Sein Vater stammte aus Polen, seine Mutter aus einer niederländischen Familie. Er besuchte die Mittelschule in Polen und schloss nach Studium in Wien und Dresden das Fach Chemie im Jahr 1898 in Dresden ab. Im Jahr 1900 zog er mit seiner Frau nach Zagreb. 1904 wurde er zum königlichen österreichisch-ungarischen Maßkontrolleur ernannt. Als Zeichen der Hinwendung zu seinen slawischen Wurzeln nahm er damals den Namen Slavoljub an.

## Erfinder
Schon als kleiner Junge dachte er darüber nach, warum Bleistifte immer wieder neu gespitzt werden müssen. Er zerlegte die „klassischen“ Bleistifte, entfernte die Mine und setzte seine eigens geschaffenen Minen ein, welche später durch eine Druckvorrichtung eingeschoben wurden. Penkala nahm ebenfalls Uhren auseinander, da ihn interessierte, wie der Zahnmechanismus funktionierte. 

Logo der Penkala-Produkte

Penkala meldete seine Erfindung zunächst am 24. Januar 1906 beim königlichen ungarischen Patentamt in Budapest unter der Patentnummer 36.946 an. Danach versandte er Musterexemplare in einige größere Städte in ganz Europa, worauf mehr als 100.000 Exemplare bestellt wurden. Aufgrund der Vielzahl von Bestellungen eröffnete er eine Werkstatt in der heutigen Prager Straße in Zagreb.
Die Vermarktungsidee stammte von Penkala selbst. Das Symbol der Original-Penkala-Füllfederhalter stellte mindestens bis zur ersten Insolvenz 2015 ein lachender Männerkopf mit Riesenohr dar. Da Penkala über kein Kapital verfügte, suchte er nach Finanziers. Er schloss 1911 einen ziemlich schlechten Vertrag mit zwei Firmenbesitzern aus Zagreb, den Gebrüdern Moster, ab. Der Füllbleistift wurde weltweit zu einem großen Verkaufsschlager. Die Zagreber Fabrik Penkala-Moster bestand bis Anfang 2024 unter der Firmierung „Toz-Penkala“.
Wenige Jahre später erfand Penkala den Füllfederhalter mit fester Tinte, indem er nach einer Verbesserung des bestehenden Füllfederhalters mit flüssiger Tinte suchte. Später erfand er in seinem Labor in Tuškanac auch die Trockentinte für den chemischen Füllbleistift und daraufhin auch den Halter (Knips) für den Körper des Füllbleistifts oder des Tintenfüllers. Die Firma verlegte ihren Sitz nach Berlin, später wurden Firmen in der ganzen Welt gegründet, einschließlich Amerika.
Bleistifte und Druckbleistifte, Kugelschreiber, Füllfederhalter von Penkala galten im damaligen Jugoslawien nach der Verstaatlichung der Firma als Synonym für alle Schreibgeräte, die Qualität der Kugelschreibers sei laut Tages-Anzeiger sogar in Volksliedern besungen worden.

## Vielseitiger Erfinder
Slavoljub Penkala ließ insgesamt etwa 80 Patente anmelden. Außer dem Tintenfüller mit fester Tinte, dem Knips, der Wärmflasche, der ersten rotierenden Zahnbürste, Bremsen für Zug-Waggons, den Schienenverbindungen, den anodischen Batterien, Xiolith-Präparaten gegen Parasiten, dem Manometer, der plastischen Ebonitmasse zur Pressung von Grammophonplatten, speziellen Mikrofonen und Abhörgeräten erstellte er Berechnungen und Skizzen für Hubschrauber und Skizzen über das erste Hovercraft–Luftkissenfahrzeug, was nur einen kleineren Teil seiner Tätigkeiten ausmachte.
Zudem verbesserte er die Tonreproduktion auf Schallplatten, was das Interesse des Londoner Unternehmens Edison Bell, das ihn nach London einlud, weckte. Er schloss dort einen Vertrag mit dem Unternehmen, das seine Bezeichnung in Edison-Bell-Penkala umänderte. 
1909 konstruierte er beinahe alleine den ersten europäischen Flugzeugzweisitzer und damit das Erste Flugzeug in Kroatien. Daraufhin folgte der erste öffentliche Flug für zahlreiche Bürger der Stadt Zagreb.
Die offiziellen Stellen der österreichisch-ungarischen Monarchie, welche angeblich ihr Interesse gezeigt haben sollten, stellten hingegen der Weiterentwicklung dieses Projektes keine finanzielle Unterstützung zur Verfügung. Zagreb hatte damals keine bedeutende technische Tradition, weshalb niemand diesem Ereignis größere Bedeutung zusprach.
Penkala gelangte durch seine Erfindung nicht zu Reichtum und sein Name geriet zunehmend in Vergessenheit. Er starb unerwartet Anfang 1922 an einer Lungenentzündung und wurde auf dem Mirogoj-Friedhof in Zagreb beigesetzt.

## Erfindungen
- der mechanische Stift (Budapest, 1906, Pat.-Nr. 36946 und 38353 / England, 1906, Pat.-Nr. 3690/1906 und 183242)
- der Füllfederhalter mit fester Tinte (1907, 193717 DRP)
- Halter für Füller und Bleistifte, so genannte „Knips“
- der Flaschenwärmer und die Thermoskanne (Budapest, 1903, Pat.-Nr. 29276)
- die rotierende Zahnbürste (1905, Pat.-Nr. 25153)
- Ebonit (eine Masse, aus der Grammophonplatten hergestellt wurden)
- ein Waschmittel
- Mittel zur Schädlingsbekämpfung "Krepax"
- Systeme zum Messen des Flüssigkeitsdurchflusses
- ein Xylolithpräparat gegen Parasiten in Eisenbahnschwellen
- Waggonbremsen
- ein Schienensystem
- das Manometer
- das Dynamometer
- spezielle Mikrophone
- Abhöreinrichtungen
- Flugzeuge (Budapest, 1909, Pat.-Nr. 47374 und 50774)
- Flugzeugflügel (Budapest, 1909, Pat.-Nr. 50775)
- Automatische Bremsen für Bergbahnen[1]